# Фаныгин, Анатолий Петрович
Анатолий Петрович Фаныгин (1929, с. Борисовка, Мордовский район, Тамбовская область, РСФСР, СССР — 2015) — советский передовик производства в сельском хозяйстве. Депутат Верховного Совета СССР 9-го созыва (1974—1979). Герой Социалистического Труда (1973).

## Биография
Родился в селе Борисовка, Мордовского района Тамбовской области в крестьянкой семье.
В 1942 году начал трудовой путь тринадцатилетним подростком в совхозе «Пугачевский» Воронежской области. С 1947 года после получения неполного среднего образования работал трактористом того же совхоза..
С 1949 по 1954 годы призван в Военно-морской флот СССР и направлен служить на Черноморский флот ВМФ СССР.
С 1954 года после увольнения из рядов Вооружённых сил А. П. Фаныгин по комсомольской путёвке уехал на освоение целинных земель в Кокчетавскую область Казахской ССР, где работал — рабочим и трактористом в свеклосовхозе..
В 1960 году вместе с семьей переехал на постоянное место жительства в совхоз «Комсомолец» Тамбовского района Тамбовской области. С 1969 года — бригадир тракторно-полеводческой бригады совхоза «Комсомолец». Бригада под его руководством стала передовой и ей было присвоено звание «коллектив высокой культуры земледелия». Был участником ВДНХ СССР в 1968 году, за свои достижения получил бронзовую медаль ВДНХ.
8 апреля 1971 года «высокие трудовые достижения по итогам восьмой пятилетки (1966-1970)» Указом Президиума Верховного Совета СССР был награждён Орденом Ленина.
11 декабря 1973 года Указом Президиума Верховного Совета СССР «за большие успехи, достигнутые во Всесоюзном социалистическом соревновании, и проявленную трудовую доблесть в выполнении принятых обязательств по увеличению производства и продажи государству зерна и других продуктов земледелия в 1973 году» удостоен звания Героя Социалистического Труда с вручением Ордена Ленина и золотой медали «Серп и Молот».
Был депутатом Совет Союза Верховного Совета СССР 9-го созыва (1974—1979) от Тамбовской области. Делегат XXV съезда КПСС (1976). Также избирался членом Тамбовского обкома и райкома КПСС.
После выхода на пенсию жил в Тамбовском районе. Умер 11 января 2015 года.

## Награды
- Медаль «Серп и Молот» (11.12.1973)
- Орден Ленина (8.4.1971, 11.12.1973)
- Орден Октябрьской революции (23.12.1976)
- Медаль «За освоение целинных земель»
- Медали ВДНХ